# Myasishchev M-18
Myasishchev M-18 là một thiết kế máy bay ném bom siêu thanh của Liên Xô với kiểu cánh cụp cánh xù. Đề án này đã bị hủy bỏ do chương trình Tupolev Tu-160.